# 關山站 (日本)
關山站（日语：／ Sekiyama eki */?）位於日本新潟縣妙高市，是越後心動鐵道妙高躍馬線的車站，過往屬JR東日本信越本線一部份，由新潟分社管轄，業務則由下設的「JR新潟商務」負責，並設有綠窗口；2015年3月14日因北陸新幹線，妙高高原～直江津之間的新潟縣路段改交由越後心動鐵道營運，同時昇格為直營站，每日日間時段有正式站員駐守，但晨早及晚上則為無人站，也未有承繼綠窗口功能。然而，因應業務精簡，於2023年12月1日恢復為無人站。
車站開業時，成為了日本首個採用折返式路線設計的車站，列車由二本木開至時，會先駛入主路軌旁的側軌，再倒車駛入車站；而開往二本木時則先由車站倒車開往側軌，再駛回主路軌繼續行駛，1985年10月，車站晌南端遷移約450米，將側線部份延長並在兩路軌中央新建月台，改建後仍維持列車可交換車站，至於折返式路軌部份亦棄用，現時間中只會停靠保線用車輛。

## 車站構造
現時使用中為第2代站舍，由兩座相連的建築物所組成，1985年10月因應路軌改善工程而由原址遷至現址。站舍建築於小山丘上，故此以行人天橋連接月台出入口及站舍閘口部份。站舍仿照歐洲式洋房的設計，其中左側單層建築主要用作站舍功能，玄關入口為呈拱型門口，站舍中央為候車大堂、左側設有自動售票機、站務員室及原職員留宿處（現時為職員專用空間），人手閘口設於中央盡頭，通過後直接到達行人天橋部份；而右側為公共空間，可通往右側兩層高的建築物，其中下層為結合候車室、觀光詢問處及提供輕食服務的多功用空間「站舎沙龍」（駅舎サロン），上層為展示圖畫等的美術展覽館。
而站前廣場則安放了一座銅鐘，是由姊妹城市—奧地利福拉尔贝格州的施倫斯村及查貢斯村於2004年所送贈，以祝賀第二代妙高村建村50周年。
設有島式月台1個，為列車可交換車站。由於是在沿有的側軌及主路軌之間的位置興建新月台，寬度相對較窄，因此慣常在月台上的候車座椅均改設於行人天橋上。

### 月台配置
| 月台 | 路線        | 方向 | 目的地           |
| ---- | ----------- | ---- | ---------------- |
| 1    | ■妙高躍馬線 | 下行 | 高田、直江津方向 |
| 2    | ■妙高躍馬線 | 上行 | 妙高高原方向     |

## 歷史
- 1886年8月15日：開業[5][6][7]。
- 1888年5月1日：本站～長野站間開通。
- 1985年10月：車站遷移至現址，原站內的折返式路軌停用[6]。
- 1987年4月1日：國鐵分割民營化，車站由東日本旅客鐵道承繼。
- 2015年3月14日：隨北陸新幹線長野站～金澤站間延伸開業，JR東日本信越本線直江津～妙高高原轉由越後心動鐵道營運，轉為直營站，平日派職員駐守。
- 2023年12月1日：轉回為無人站[8]。

## 利用狀況
2014年度及以前的數據來自JR東日本，2015年度以後數據來自越後心動鐵道及「妙高市統計情報」。
| 年度 | 一日平均乘車人數 |
| ---- | ---------------- |
| 2000 | 287              |
| 2001 | 278              |
| 2002 | 269              |
| 2003 | 269              |
| 2004 | 257              |
| 2005 | 246              |
| 2006 | 237              |
| 2007 | 234              |
| 2008 | 227              |
| 2009 | 192              |
| 2010 | 190              |
| 2011 | 191              |
| 2012 | 174              |
| 2013 | 179              |
| 2014 | 非公開           |
| 2015 | 154              |
| 2016 | 153              |
| 2017 | 142              |
| 2018 | 130              |
| 2019 | 125              |
| 2020 | 103              |
| 2021 | 96               |
| 2022 | 93               |
| 2023 | 95               |

## 相鄰車站
越後心動鐵道
■妙高躍馬線
妙高高原－關山－二本木

## 外部連結
- 越後心動鐵道闗山站公式網頁。（日語）